# 신채군
신채군은 서진말기에 신설된 중국의 옛 군이다.

## 진, 유송
본래 여음군의 일부였지만 290년(진 혜제 원강 원년), 신채현을 중심으로 신채군이 신설되었다. 영가의 난이후 석륵의 후조가 점령하면서 황폐화되었고 과거 영포가 차지했던 성으로 신채현이 교치되면서 남신채군이 재설치되었다. 이 남신채군은 회남지역이 남예주로 분리되면서 그대로 남예주의 속군이 되었다. 336년(동진 성제 함강 2년) 여음군에 통폐합되었다. 비수 대전이후, 유유가 황하이남지역을 수복하면서 옛 신채군또한 남조의 행정권으로 재편입되었고 신채군이 복구되었다. 복구된 신채현은 예주에 속했고 교치된 남신채군은 그대로 남예주에 속했다. 남신채군의 경우 송서에 호구조사가자료가 기록되어 있지 않으나 예주의 신채군의 경우 4현 2,774호 19,880명을 거느렸다고 전해진다.
| 현명   | 한자   | 대략적 위치          | 직위 | 비고 |
| ------ | ------ | -------------------- | ---- | --- |
| 주양현 | 鮦陽縣 | 푸양시 린취안현 서   | 令   | 한나라의 옛 현으로 336년 신채군이 폐지되면서 신채현에 통폐합되었다가 후에 복구되었다.                                         |
| 고시현 | 固始縣 | 푸양시 린취안현      | 令   | 과거 침구현(寢丘縣)이라 불렸다가 광무제 시기 지금의 이름으로 개명되었다. 336년 신채현에 통폐합되었다가 후에 복구되었다.       |
| 신채현 | 新蔡縣 | 주마뎬시 신차이현    | 令   | |
| 포신현 | 苞信縣 | 주마뎬시 신차이현 남 | 令   | 후한시기 여남군에서 신설되었다. 서진대 여음군에 속했는데, 후한서 군국지, 태강지리지에는 모두 포신현(褒信縣)으로 기록되어있다. |